# Алатуров, Семён Семёнович
Семён Семёнович Алату́ров (22 августа 1938, д. Алексеевка, Темниковский район, Мордовская АССР, РСФСР, СССР — 11 апреля 2017, с. Алтынсарино, Камыстинский район, Костанайская область, Казахстан) — советский передовик сельскохозяйственного производства, механизатор совхоза «Свободный» Камышнинского района Кустанайской области, Казахская ССР. Герой Социалистического Труда (1982).

## Биография
Родился в многодетной крестьянской семье в деревне Алексеевка. Мордвин.
С 1947 по 1955 год трудился в колхозе имени Ушакова Темниковского района. В 1957 году окончил школу механизации сельского хозяйства в Темникове. В 1960 году по комсомольской путёвке отправился в Казахстан осваивать целину. С 1961 по 1993 года работал шофёром, механизатором в совхозе «Свободный» Камышнинского района.
Указом Президиума Верховного Совета СССР от 22 февраля 1982 года за достижение высоких результатов и трудовой героизм, проявленный в выполнении планов и социалистических обязательств по увеличению производства и продажи государству зерна и других сельскохозяйственных продуктов в 1981 году, удостоен звания Героя Социалистического Труда с вручением ордена Ленина и золотой медали «Серп и Молот».
Избирался депутатом Кустанайского областного совета и делегатом XIX партийной конференции КПСС.
В 1993 году вышел на пенсию.

## Награды и звания
Герой Социалистического Труда (1982).
- Орден Ленина — дважды (1975, 1982)
- Орден Трудового Красного Знамени (1972)